# Сен-Шамон (танк)
Сен-Шамон (фр. Saint Chamond) — французский пушечно-пулемётный гусеничный танк времён Первой мировой войны. Один из первых построенных танков в мире.
Всего было собрано 400 машин. Последние серийные машины вышли с завода в марте 1918 года.
Имел плоскую крышу, цилиндрические командирскую и водительскую башенки, а бронелисты бортов доходили до земли, прикрывая ходовую часть. Был вооружён одной 75 мм пушкой, четырьмя пулемётами. Двигатель мощностью 90 л. с. Экипаж — 8 человек. Бронирование — 17 мм.

## Создание

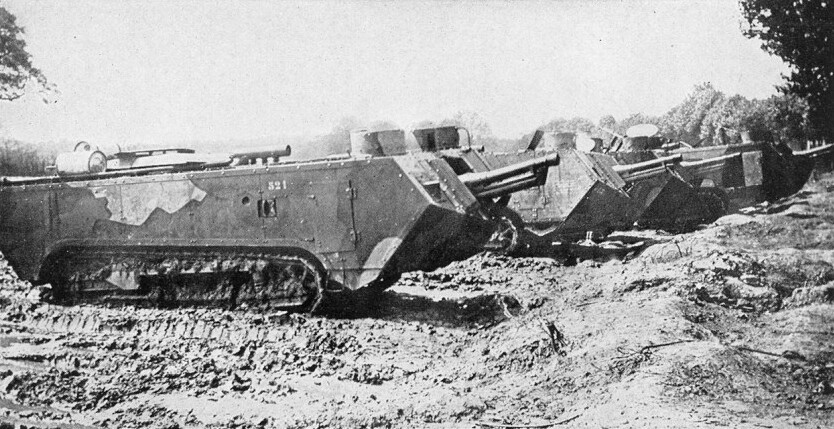
Танки «Сен-Шамон» первой серии на учениях, 1917 год.

Конструктивные недостатки танка CA-1 Шнейдер были усугублены во второй французской машине, «Сен-Шамон», названной так в честь промышленного города, в котором производились основные агрегаты конструкции. Сказались спешка в работе и малый опыт создателей.
Носовая часть удлиненного коробчатого корпуса сильно нависала над гусеницами, что снижало проходимость танка на поле боя. Рвы шире 1,8 м становились для него непреодолимым препятствием.
Подвижность танка на влажном грунте ещё более ухудшилась, когда в полевых условиях бронирование бортов усилили и боевую массу довели до 24 т. Первые испытания состоялись в середине 1916 года и выявили необходимость уширить гусеницу. Для решения этой проблемы пришлось заменить гусеницы шириной 32 см на более широкие (41 см, а затем и 50 см). Удельное давление на почву снизилось, и проходимость «Сен-Шамонов» стала приемлемой. Вооружение машины включало 75-мм пушку, которая позднее была заменена на обычное 75-мм полевое орудие. По сравнению со Шнейдером пушка была расположена более удачно и имела достаточный сектор обстрела. Четыре пулемета обеспечивали круговую оборону танка. Первые «Сен-Шамоны» оборудовали командирской и водительской цилиндрическими башенками, а бортовыми бронелистами закрывали ходовую часть до земли. В последующем крыша стала покатой к бортам, чтобы с неё скатывались гранаты. Позже, для улучшения проходимости нижние бронелисты сняли. Башенки позднее приобрели овальную и даже квадратную форму.

### Нововведения
Принципиальной новинкой «Сен-Шамона» была электротрансмиссия. Бензиновый двигатель передавал крутящий момент на динамо-машину, которая вырабатывала ток и питала два электродвигателя. Они приводили в движение две гусеницы, каждый — свою. Это значительно облегчало водителю управление танком, но делало всю систему трансмиссии громоздкой и ненадёжной. Из опасений поломок максимальная скорость танка ограничивалась 8 км/ч, хотя на испытаниях он развивал скорость в 12 км/ч.

## Применение в бою
В течение Первой мировой войны было сформировано 12 танковых групп, оснащенных «Сен-Шамонами». После разгрома французских танковых частей 16 апреля 1917 года командование Франции более осторожно и с большей эффективностью использовало новое оружие.
Например, в мае 1917 года 12 «Сен-Шамонов» и 19 «Шнейдеров» прорвали оборону немецких войск на плато Лаффо. Особую роль сыграли в ходе октябрьского наступления у Мальмезона. В октябре, поддерживая наступление 6-й французской армии, 63 «Шнейдера» и «Сен-Шамона» скрытно вышли на позиции и атаковали противника, прорвавшись вглубь обороны на 6 км. В течение дня французы лишились 2 танков, из строя выбыло 8 тыс. человек. Немцы потеряли 38 тыс. человек только убитыми.
К началу 1918 г. французская армия располагала 4 группами (по 3 дивизиона) танков Сен-Шамон.
Дальнейшее применение танков союзников шло с переменным успехом. При массированном использовании они добивались некоторых успехов. Но одновременно возрастал и боевой опыт немецких войск. Строились противотанковые заграждения, рвы, создавались части противотанковой артиллерии, способной поражать бронированные машины на расстоянии 1500 м. 98 % всех боевых потерь танки понесли именно от огня артиллерии. Последний раз «Сен-Шамоны» участвовали в боях в июле 1918 года. Две группы этих танков были полностью уничтожены в течение суток. Из построенных примерно 150 машин к моменту перемирия в строю осталось 72.

## Итог
Подобно «Шнейдерам», большинство из них было переделаны в транспортёры. Оба типа тяжёлых танков по существу являлись самоходными артиллерийскими установками. «Сен-Шамон» лучше подходил для этой роли благодаря большему запасу снарядов и удовлетворительной подвижности, но только в сухую погоду и при тщательном техническом обслуживании. Огонь обычно вёлся с закрытых позиций с помощью корректировщиков, как в обычной артиллерии. Это сводило на нет весь смысл танка как подвижной боевой машины. Последняя серийная машина вышла с завода в марте 1918 года. Выбывающие из строя танки постепенно заменялись «Рено FT-17» и к перемирию в строю оставалось 72 «Сен-Шамона». Из них 50 переделали в транспортёры. Уцелевшие и не переделанные «Сен-Шамоны» в конце концов пошли на слом. Имеются сведения о приобретении некоторого числа танков «Сен-Шамон» Испанией.

## В кинематографе
- Современная реплика танка показана в немецком художественном фильме «На Западном фронте без перемен» (2022).